# اذمور (یمن)
 أذمور  دهکده‌ای از توابع استان رَیمه در کشور یمن و در شبه جزیره عربستان واقع می‌باشد. دهکده‌ای است در ناحیهٔ (الصُلو) و در قصبهٔ الحُجریَة واقع شده‌است.

## جمعیت
دارای ۵۵ خانوار و ۸۴۵ نفر جمعیت می‌باشد. همچنین (أذمور) بلده‌ای است درناحیهٔ (حِذرا) در التَعزیَة در قصبهٔ تعز جمعیتش در حدود ۶۶ نفر می‌باشد.